# Hugh Dowding
Hugh Caswell Tremenheere Dowding, primo barone di Dowding (Moffat, 24 aprile 1882 – Royal Tunbridge Wells, 15 febbraio 1970), è stato un generale britannico.
Fu in servizio tra il 1900 e il 1942. Durante la prima guerra mondiale, comandò il 16º Squadrone della RAF. In seguito, è stato Air Chief Marshal (maresciallo in capo dell'aviazione) della Royal Air Force britannica. Durante la Battaglia d'Inghilterra era a capo della RAF Fighter Command.